# Ernst Lindemann
Ernst Lindemann (Altenkirchen, 28 marzo 1894 – Nordatlantico, 27 maggio 1941) è stato un militare e marinaio tedesco, che fu l'unico comandante della corazzata Bismarck. Morì nell'affondamento della nave il 27 maggio 1941.

## Biografia

### Marina imperiale
Figlio di Ernst Lindemann, presidente di una banca prussiana, la Preußische Central-Bodenkredit-AG, nel 1913 entrò come cadetto nella Marina imperiale tedesca e fu imbarcato per l'addestramento sull'incrociatore pesante SMS Hertha. Allo scoppio della prima guerra mondiale era alfiere sul vascello SMS Lothringen, dove divenne presto III e poi II Ufficiale addetto alla radio. Trasferito nel 1916 sulla nave da battaglia SMS Bayern come primo ufficiale radio, prese parte nell'ottobre 1917 all'Operazione Albion. Dopo l'armistizio di Compiègne, la SMS Bayern fu trasferita a Scapa Flow e fu una delle navi da guerra tedesche che si autoaffondò, ma egli scampò, poiché prima del trasferimento alla base navale inglese era già rientrato in Germania.

### Marina del Reich
Qui entrò al servizio dello Stato Maggiore della Marina e all'inizio del 1920 fu promosso sottotenente di vascello. Dal 1 ottobre 1922 fino al 30 settembre 1924 fu imbarcato sulla nave da battaglia SMS Hannover, dopo di che gli fu affidato il comando di una batteria di artiglieria della Guardia costiera a Kiel/Friedrichsort, specializzandosi poi in artiglieria marina nella scuola di Kiel.
Nel gennaio del 1925 fu promosso tenente di vascello. Dopo essere stato ufficiale dello Stato maggiore dell'ammiragliato sul mar Baltico per tre anni, fu imbarcato nel 1929 sulla nave da battaglia SMS Elsass, quindi sulla SMS Schleswig-Holstein. Dal settembre 1931 al settembre 1933 fu insegnante presso la Scuola di Artiglieria navale di Kiel, divenendo nel 1932 capitano di corvetta.
Nell'autunno del 1933 fu nuovamente imbarcato, questa volta a bordo della nave da battaglia SMS Hessen. Nell'aprile 1934 fu trasferito al cantiere navale di Wilhelmshaven per un periodo di istruzione come primo ufficiale di artiglieria sulla corazzata Admiral Scheer, che durante quel periodo fu impiegata da 24 luglio al 30 agosto 1936 nella guerra civile spagnola.

### Kriegsmarine
Tornato dalla Spagna fu promosso capitano di fregata. Dapprima fu impiegato nella Divisione operazioni del comando della Marina e contemporaneamente in quella dell'addestramento. 18 mesi dopo divenne capo di quest'ultima e nell'aprile 1938 fu promosso capitano di vascello.
Dopo pochi mesi dall'inizio della seconda guerra mondiale, successe al capitano di vascello Heinrich Woldag come comandante della Scuola di artiglieria navale di Kiel-Wik. Sotto il suo comando vi erano anche le navi-scuola di artiglieria Bremse ed Hektor, molte imbarcazioni con artiglieria e la nave Aviso Grille.
A fine luglio 1940 iniziò un periodo di addestramento sulla nave da battaglia Bismarck per poi assumerne, circa un mese dopo, il comando. Il 18 maggio 1941 salpò con la Bismarck, nave ammiraglia della flottiglia che doveva dar corso alla "Operazione Rheinübung". Questa operazione aveva lo scopo di effettuare un raid in Atlantico contro i convogli navali Alleati diretti nel Regno Unito ed era posta sotto il comando del viceammiraglio Günther Lütjens. 

Giunte nello stretto di Danimarca le due navi maggiori della flottiglia, la Bismarck e l'incrociatore pesante Prinz Eugen, furono attaccate dalle britanniche nave da battaglia HMS Prince of Wales e incrociatore pesante HMS Hood. Quest'ultima fu affondata dall'artiglieria delle due navi tedesche mentre la Prince of Wales, colpita duramente, si dovette ritirare. Tuttavia la Bismarck aveva incassato tre colpi dalla Prince of Wales: mentre due di questi avevano provocato danni non troppo pesanti, il terzo (a prua, sulla linea di galleggiamento) aveva provocato una perdita di nafta ed un allagamento dei serbatoi che, provocando appruamento, impedivano alla nave di tenere la piena velocità; la Bismarck quindi dovette puntare su un porto amico. Il viceammiraglio Günther Lütjens, tra le due opzioni di rientrare in Germania percorrendo la rotta seguita dalla partenza o puntare su Brest, città portuale francese in territorio occupato dalla Wehrmacht, optò per la seconda, contro il parere del comandante Ernst Lindemann, che avrebbe preferito la prima.

Il pericolo per i rifornimenti all'Inghilterra, costituito da una nave come la Bismarck che attaccasse i convogli provenienti da Stati Uniti e Canada nell'Atlantico, convinse la Royal Navy a impegnare tutte le risorse navali disponibili al momento in quel teatro di guerra per affondare la nave da battaglia tedesca.
Avvistata da un aereo ricognitore britannico del tipo Catalina, la Bismarck fu attaccata dagli aerosiluranti Swordfish, decollati dalla portaerei inglese HMS Ark Royal, i cui siluri ne misero fuori uso il timone. Impossibilitata a manovrare la Bismarck fu attaccata e affondata dalla flotta inglese.
Mentre la sua nave affondava, Lindemann fu visto ritto sul cassero portare la mano al cappello in segno di ultimo saluto e inabissarsi.
Ernst Lindemann fu decorato alla memoria con la Croce di cavaliere della croce di ferro il 27 dicembre 1941.